# Жорга-жарис
Жорга-жарис — один із національних казахських видів кінного спорту. У «Жорга-жари» є правило, за яким кінь пересувається спеціальним чином. Спочатку кінь відштовхується правою передньою і правою задньою ногою одночасно, а після точно так само лівою передньою ногою і лівою задньою. Якщо під час забігу кінь буде збитий із ніг, його жокею буде видано штраф. У тому випадку, коли у вершника набереться 4 штрафи, він буде дискваліфікований. Змагання проводять лише на короткі дистанції 2-3 км, залежно від шляху. Відповідно до чинних правил змагання, у забігах так само можуть брати участь дівчата та жінки. «Жорга-жарис» корисний вид спорту, який покращує ваш моральний дух, силу та любов до спорту в цілому, а також розвиває культуру фізичного спорту серед казахських жінок та дівчат.

## Джерело
- Қазақ энциклопедиясы, 4 том;.